# مارثا هيوز كانون
مارثا ماريا «ماتي» هيوز كانون (بالإنجليزية: Martha Hughes Cannon) (1 يوليو 1857-10 يوليو 1932) كانت عضوة في مجلس الشيوخ عن ولاية يوتا، وطبيبة، ومدافعة عن حقوق المرأة في ولاية يوتا، ومدافعة عن حق الاقتراع، مولودة في ويلز ثم هاجرت مع عائلتها إلى الولايات المتحدة كمتحولين إلى كنيسة يسوع المسيح لقديسي الأيام الأخيرة (كنيسة LDS) وسافرت إلى الغرب للاستقرار في إقليم يوتا مع قديسين آخرين. بدأت العمل في سن الرابعة عشرة. في السادسة عشرة من عمرها، التحقت بجامعة ديزيريت، التي تسمى الآن جامعة يوتا، وحصلت على درجة البكالوريوس في الكيمياء. من هناك التحقت بجامعة ميتشيغان وحصلت على شهادة الطب في الطب. أصبحت رابع زوجات من ست زوجات في زواج متعدد الزوجات من أنجوس إم كانون، وهو زعيم بارز في قديس الأيام الأخيرة خلال الحملة الصليبية ضد تعدد الزوجات. نفت كانون نفسها إلى أوروبا حتى لا تضطر إلى الشهادة ضد زوجها. عند عودته إلى يوتا، عمل كانون كطبيب وناضل من أجل حقوق المرأة. ساعدت في وضع حق المرأة في التصويت في دستور ولاية يوتا عندما مُنحت الدولة في عام 1896. في 3 نوفمبر 1896، أصبحت كانون أول عضوة في مجلس الشيوخ تُنتخب في الولايات المتحدة، وهزمت زوجها الذي كان أيضًا على ورقة الاقتراع. كانت مارثا هيوز كانون مؤلفة قوانين الصرف الصحي في ولاية يوتا وكانت مؤسسًا وعضوًا في أول مجلس صحة في ولاية يوتا.

## السيرة الشخصية

### النشأة
ولدت مارثا ماريا هيوز كانون بالقرب من لاندودنو، كلويد، ويلز في الأول من يوليو عام 1857، وهي ابنة بيتر هيوز وإليزابيث إيفانز. كانت معروفة بلقب «ماتي». تحولت عائلة هيوز إلى كنيسة يسوع المسيح لقديسي الأيام الأخيرة وهاجرت إلى الولايات المتحدة مع ابنتيهما ماري إليزابيث ومارثا ماريا. صعدوا من ليفربول، إنجلترا في 30 مارس 1860، على متن سفينة وكيل التأمين ووصلوا إلى مدينة نيويورك، نيويورك في 1 مايو 1860. كان بيتر مريضًا جدًا في ذلك الوقت وأنجبت إليزابيث طفلهما الثالث، آني لويد. مكثوا في نيويورك لكسب المال للسفر عبر السهول إلى منطقة يوتا. دعا إيراستوس سنو أحد زعماء المورمون، العائلة للانضمام إلى شركة رائدة تمولها كنيسة LDS لمن هم أقل حظًا. قبلت الأسرة الدعوة وسافرت بالقطار إلى فلورنسا بنبراسكا، وغادرت مع شركة جوزيف هورن في 11 يوليو 1861. قبل وقت قصير من وصول العائلة إلى وادي سالت ليك، في 3 سبتمبر 1861، توفيت أخت مارثا آني لويد هيوز ودفن في قبر غير مميز. كانت تبلغ من العمر 21 شهرًا. وصلت شركة جوزيف هورن إلى وادي سالت ليك في 13 سبتمبر 1861. بعد ثلاثة أيام من وصولهم إلى مدينة سالت ليك، في 17 سبتمبر 1861، توفي بيتر هيوز. تُركت إليزابيث هيوز أرملة مع ابنتين صغيرتين في سن 28. بعد ثلاثة عشر شهرًا، تزوجت إليزابيث من جيمس باتن بول، وهو أرمل وله أربعة أبناء، وبعد ذلك أنجبت لاحقًا جامعة القديسين الأخيرة. الأستاذ ومحرر الصحيفة جوشوا هيوز بول. بعد زواج إليزابيث من جيمس بي بول، مرت مارثا، في أوقات مختلفة من حياتها، بألقاب كل من بول وهيوز. في وقت لاحق من حياته، شجع بولس مارثا على متابعة حلمها في أن تصبح طبيبة.

### التعليم والمهنة
في سن الرابعة عشرة، درست هيوز المدرسة لمدة عام، لكنها استقالت عندما واجهت مشكلة في السيطرة على طلابها الذكور الأكبر حجمًا. طلبت بريغهام يونغ من هيوز تعلم التنضيد وعملت كمتدربة لدى هيروم بيري. عمل هيوز في البداية كطبع في صحيفة اخبار ديزيرت. عملت لاحقًا كمنضدة في مجلة أس المرأة، وهي صحيفة نسائية في مدينة سولت ليك، تنشرها إيميلين ب. ويلز وتنتمي إلى جمعية إغاثة المورمون. أثناء عملها في شركة أس، التقت هيوز مع إيميلين ب. ويلز وإليزا سنو. كانت هاتان المرأتان معلمتها وشجعت هيوز في تطلعها لأن تصبح طبيبة.
في خطاب المؤتمر العام في أكتوبر 1873، شجع بريغهام يونغ النساء على وجه التحديد، على دخول المجال الطبي ويصبحن طبيبات. في نفس العام، في سن السادسة عشرة، التحقت مارثا هيوز بجامعة ديزيرت كتخصص تمهيدي، حيث عملت كمنضدة أثناء النهار أثناء تلقيها دروسًا ليلية. تخرجت من جامعة ديزيريت في 1878 بدرجة في الكيمياء.
في 13 أغسطس 1878، كانت هيوز واحدة من أربع نساء تم تخصيصها للدراسات الطبية والممارسة من قبل كنيسة LDS. قام الرئيس جون تيلور ومستشاره جورج ك. كانون بتمييزهما عن بعضهما البعض. والنساء الثلاث الأخريات هن رومانيا برات، وإيليس آر شيب، وماجي شيب. كان برات وإيليس شيب قد تلقيا بالفعل شهادتيهما في الطب بينما كان ماجي شيب وهيوز يتجهان لكسب شهادتهما. كان إليس ر. شيب وماجي شيب زوجات الجمع لميلفورد شيب. كانت ماجي تشاهد أطفال إليس في إقليم يوتا بينما حصلت إليس على درجة الماجستير في الطب. الآن بينما كانت هيوز متوجهة إلى جامعة ميشيغان للحصول على دكتوراه في الطب، كانت ماجي تأخذ دورها لتصبح طبيبة أيضًا.

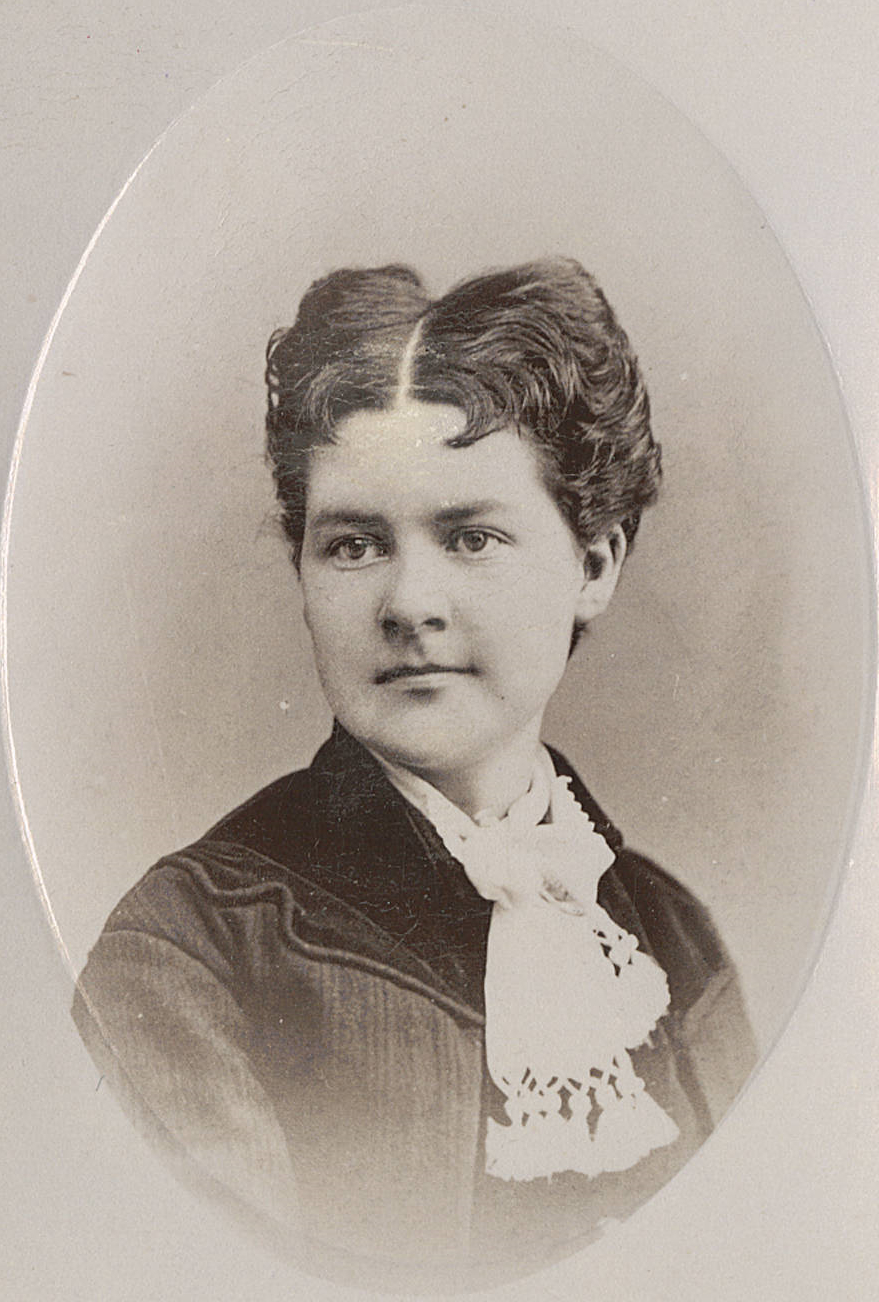
مارثا ماريا هيوز كانون عام 1880.

بدأت هيوز عملها في جامعة ميتشيغان في خريف عام 1878. وبتمويل محدود أمضت عامها الأول في العمل في مساكن الطلاب. خلال السنة الثانية من هيوز عملت كسكرتيرة لطالبة أخرى، بيثينيا أوينز أدير. تخرجت في 1 يوليو 1880، في عيد ميلادها الثالث والعشرين. مارست الطب لفترة وجيزة في ألجوناك بولاية ميشيغان. في عام 1881 انتقلت إلى فيلادلفيا لأخذ دورات الدراسات العليا في قسم الطب المساعد بجامعة بنسلفانيا. كانت هيوز هي المرأة الوحيدة من بين 75 طالبة. بالإضافة إلى ذلك، أخذ هيوز دروسًا ليلية لمعرفة المزيد عن المستحضرات الصيدلانية والتحق بالمدرسة الوطنية للتخاطب والخطابة. في عام 1882 حصلت على بكالوريوس العلوم من جامعة بنسلفانيا ودرجة البكالوريوس في الخطابة (B.O.) من المدرسة الوطنية للخطابة والخطابة. في سن 25 حصلت مارثا هيوز على أربع درجات.
عادت هيوز إلى سولت ليك سيتي بولاية يوتا وفتحت عيادة خاصة في جناح جديد من منزلها القديم الذي بناه والد زوجها. بعد فترة وجيزة، دعاها قادة كنيسة LDS لتصبح طبيبة مقيمة في مستشفى ديزيريت الذي تم تأسيسه حديثًا في عام 1882. بصفتها طبيبة مدفوعة الأجر في مستشفى ديزيريت، أقامت هيوز دروسًا تدريبية للممرضات ومحاضرات حول التوليد.

### كداعية لحق المرأة في التصويت

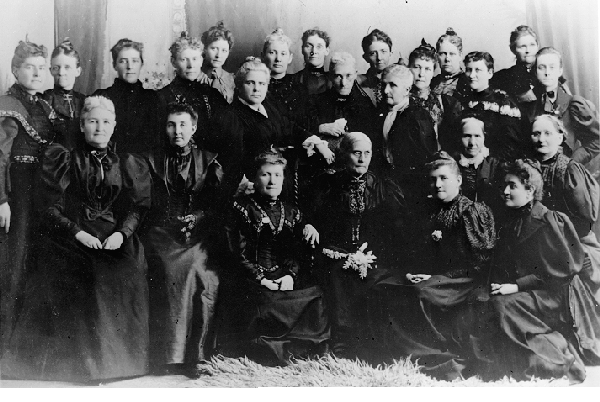
سوزان ب. أنتوني (الصف الأول الرابع من اليسار) مع قادة حق الاقتراع من ولاية يوتا وأماكن أخرى. الدكتورة مارثا كانون واقفة أقصى اليسار.

مرر قانون إدموندز تاكر عندما كان كانون في المنفى. في محاولة للحد من القيادة الدينية لطائفة المورمون في الحكومة، حرم القانون النساء من إقليم يوتا من حق التصويت في الانتخابات منذ عام 1870. كانت النساء في إقليم يوتا يتمتعن في السابق بحقوق التصويت، وبدأوا في التجمع معًا للنضال من أجل حق الاقتراع. بعد عودة كانون، أصبحت قائدة في جمعية حق حق المرأة في ولاية يوتا، وألقت خطابات في ولاية يوتا وسافرت لحضور مؤتمرات الاقتراع مع سوزان ب. أنتوني وإليزابيث كادي ستانتون. في المعرض الكولومبي العالمي لعام 1893، ظهرت مارثا هيوز كانون كمتحدثة في الكونجرس النسائي.

في كفاحها من أجل حق المرأة في التصويت، شعرت كانون أن التعليم والحرية والهدف مهمان للغاية للأمهات، حيث قالت:
بطريقة ما أعلم أن النساء اللائي يبقين في المنزل طوال الوقت لديهن منازل غير سارة هناك. أعطني امرأة تفكر في شيء ما إلى جانب مواقد الطهي وأحواض الغسيل وفلانيل الأطفال، وسأريك، تسع مرات من أصل عشرة، أمًا ناجحة.
ودافعت عن تعدد الزوجات، معتقدة أن الزوجات في زواج متعدد الزوجات قد يتمتعن في الواقع بحرية أكبر من الزواج الأحادي، مشيرة إلى أنه إذا كان للزوج أكثر من زوجة واحدة، فإن تلك الزوجة تتمتع بالحرية في الأسابيع التي غادرها زوجها لزيارة زوجاته الأخريات. في فبراير 1927، بعد ثلاثة عقود من أن تصبح أول عضوة في مجلس الشيوخ عن الولايات المتحدة، حضرت كانون المؤتمر السنوي الثلاثين لجمعية حق المرأة الأمريكية في التصويت في واشنطن العاصمة.

### الحياة السياسية
بعد عام 1888 استأنفت كانون ممارستها الطبية في سولت ليك وقامت بتدريس دورات التمريض من خلال مدرسة أنشئت في مستشفى ديزيريت. بحلول عام 1896، أعاد بند حق الاقتراع في دستور الولاية الجديد الحق في التصويت لنساء يوتا. في انتخابات حظيت بتغطية إعلامية مكثفة، كان كانون واحدًا من خمسة ديمقراطيين تقدموا كمرشحين «مطلقين» لعضوية مجلس الشيوخ عن مقاطعة سولت ليك. كانت الناشطة في حق الاقتراع إيميلين ب. ويلز وزوج كانون أنجوس من بين الجمهوريين الذين ترشحوا للمنصب. تم انتخاب المرشحين الخمسة الحاصلين على أكبر عدد من الأصوات.

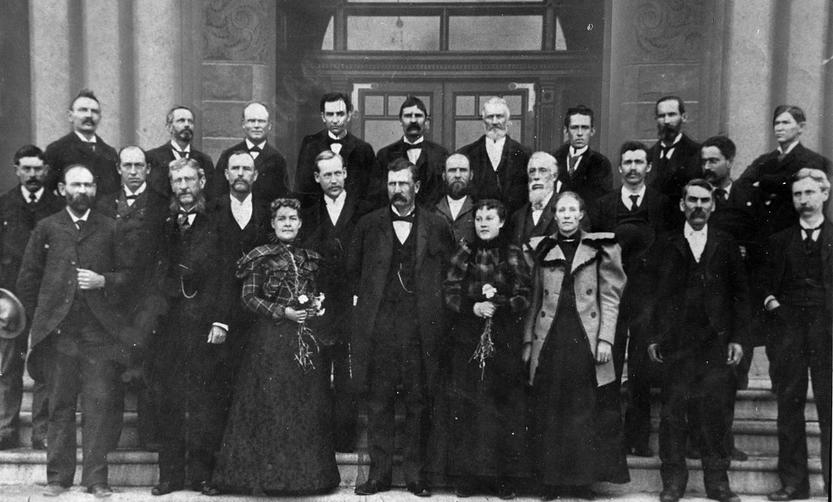
مجلس شيوخ ولاية يوتا في عام 1897، الدكتورة مارثا هيوز كانون واقفة على يسار الوسط.

تلاعبت الصحف المحلية بحقيقة أن أحد رواد تعدد الزوجات من طائفة المورمون قد هُزم على يد زوجته الرابعة. ذكرت صحيفة سالت ليك تريبيون، المؤيدة لوجهة النظر الجمهورية، أن أنجوس مون كانون كان يستحق أصوات القراء. وردت صحيفة "سالت ليك هيرالد" الديموقراطية قائلة: "السيدة ماتي هيوز كانون، زوجته، هي أفضل رجل بين الاثنين. أرسل السيدة كانون إلى مجلس شيوخ الولاية ودع السيد كانون، بصفته جمهوريًا يبقى في المنزل لإدارة الصناعة المنزلية.
في 3 نوفمبر 1896 أصبحت مارثا هيوز كانون أول امرأة تُنتخب لعضوية مجلس الشيوخ في الولايات المتحدة بـ10288 صوتًا بينما حصل زوجها على 8054 صوتًا فقط. أفاد الزوجان أنه لم يتم إنتاج أي مشاكل في العلاقة من الانتخابات. قدمت كانون ثلاثة مشاريع قوانين في شهرها الأول في مجلس الشيوخ. نتيجة لمشروع قانونها، وهو قانون ينص على التعليم الإلزامي للصم والبكم والمكفوفين، عين الحاكم هيبر ويلز كانون في مجلس إدارة مدرسة الصم والبكم. خلال فترة ولايتها الثانية كعضو في مجلس الشيوخ، قامت بصياغة مشروع قانون لبناء مستشفى في مدرسة الصم والبكم. كان مشروع القانون الثاني الذي قدمته هو قانون حماية صحة النساء والموظفات. يحمي مشروع القانون النساء والفتيات من خلال مطالبة أرباب العمل بمنح الموظفات شيئًا يرتاحون عليه عندما لا يخدمون العملاء. في ذلك الوقت لم يتم تقديم أي شيء، مما أدى إلى إرهاق العديد من الموظفات. كان آخر قانون لها منذ أول شهر لها في المنصب هو قانون إنشاء مجلس الولاية للصحة وتحديد واجباته.
رعى كانون أيضًا أول قانون للغذاء النقي للدولة. قاتلت ضد جماعات الضغط التي تحاول إلغاء مجلس الدولة للممتحنين العامين. كان المجلس مسؤولاً عن التصديق على مؤهلات الأطباء والقابلات، ومنع منتحلي الشخصية من إيذاء المرضى. كطبيب، أبدى كانون اهتمامًا شخصيًا بمحاربة جماعات الضغط التي تحاول إنهاء جمعية تحمي الأطباء. في عام 1898، بناء على دعوة من مسؤولي الجمعية الوطنية الأمريكية لحقوق المرأة، بعد عامين من أن تصبح أول عضوة في مجلس الشيوخ في البلاد، تحدث كانون في احتفال سينيكا فولز الخمسين في واشنطن العاصمة، وأدلى كانون أيضًا بشهادته أمام لجنة مجلس النواب الأمريكي المعنية بالسلطة القضائية في الولايات المتحدة. الآثار الإيجابية لامتياز المرأة في ولاية يوتا. بعد 22 عامًا، تمت إضافة حق المرأة في الاقتراع باعتباره التعديل التاسع عشر لدستور الولايات المتحدة.

### السنوات الأخيرة، الموت، والإرث
بعد ترك المجلس التشريعي، ظلت كانون تعمل كعضو في مجلس الصحة في ولاية يوتا وعضواً في مجلس إدارة مدرسة ولاية يوتا للصم والبكم. في عام 1902 أصبحت عضوًا في قسم علم النفس في جمعية التراث الطبي في نيويورك. كان التركيز الرئيسي للمجتمع هو مرض السل. في عام 1904 انتقلت كانون إلى كاليفورنيا مع أطفالها لأسباب صحية وأصبحت نائب رئيس الكونغرس الوطني للسل. عملت أيضًا في مستوصف سيلوين إميت جريفز التذكاري. بعد وفاة زوجها في عام 1915، استقرت كانون بالقرب من ابنها في لوس أنجلوس، كاليفورنيا حيث بنى كانون منزلها الخاص. توفيت في لوس أنجلوس في 10 يوليو 1932 ودفن جثة كانون في مقبرة سولت ليك سيتي بجانب زوجها.

## في الثقافة الشعبية
في عام 2020، نُشرت ثورتها الهادئة، وهي رواية خيالية تاريخية عن حياة ماتي وعمل الكاتبة الأمريكية ماريان مونسون، في ذكرى مرور 100 عام على حق المرأة في التصويت.

## روابط خارجية
- معلومات عن تمثال كانون في مبنى يوتا كابيتول روتوندا.
- مارثا هيوز كانون وثائقي نسخة محفوظة 21 أكتوبر 2013 على موقع واي باك مشين. من إنتاج KUED